# Coelogyne guamensis
Coelogyne guamensis é uma espécie de orquídea epífita, família Orchidaceae, originária das Ilhas Carolinas e Marianas.